# Nicolau Borràs

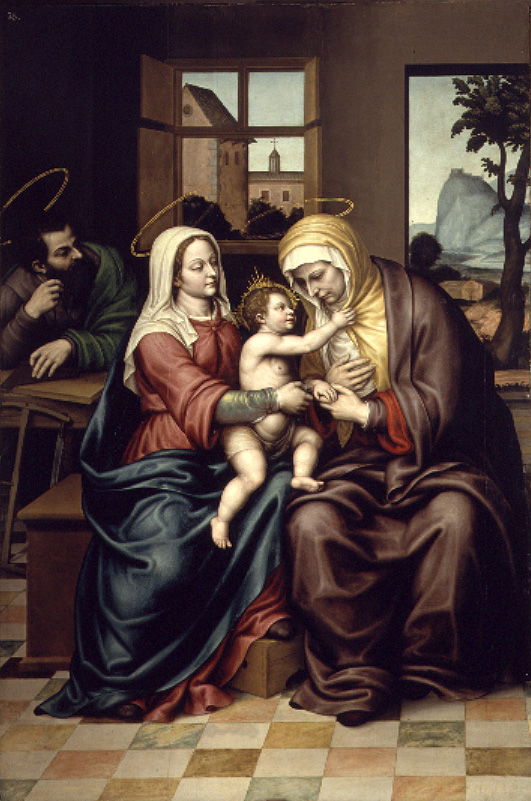
Heilige Familie mit St. Anna, Museu de Belles Arts de València

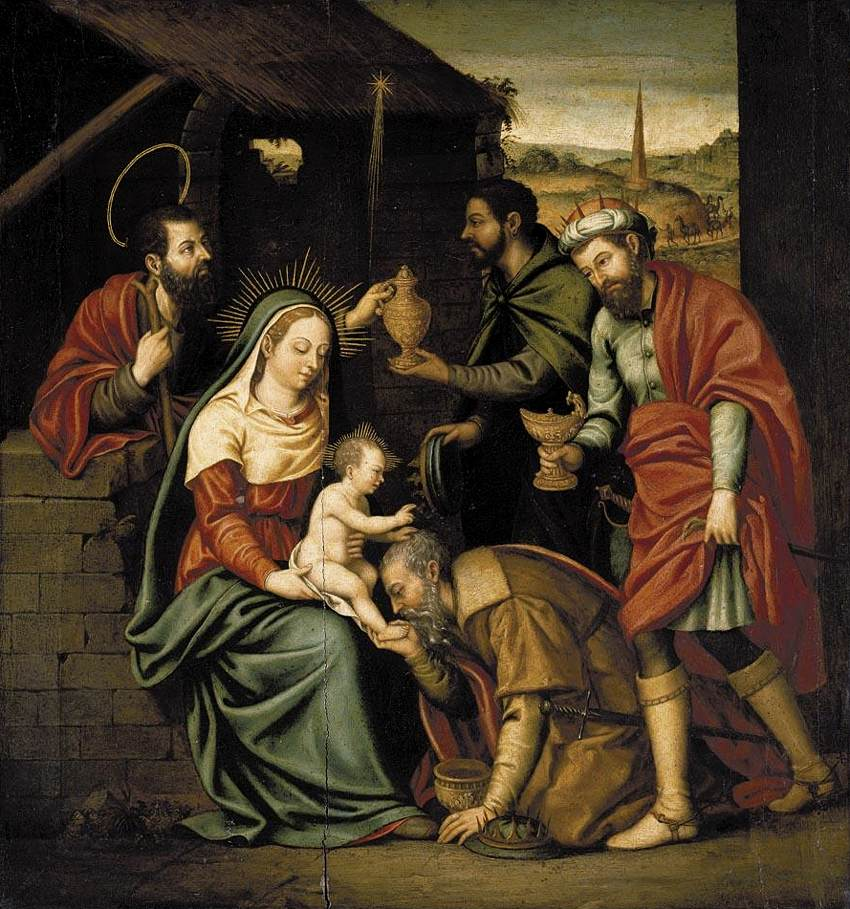
Die Anbetung der Könige, Nicolau Borrás, private Sammlung, um 1570

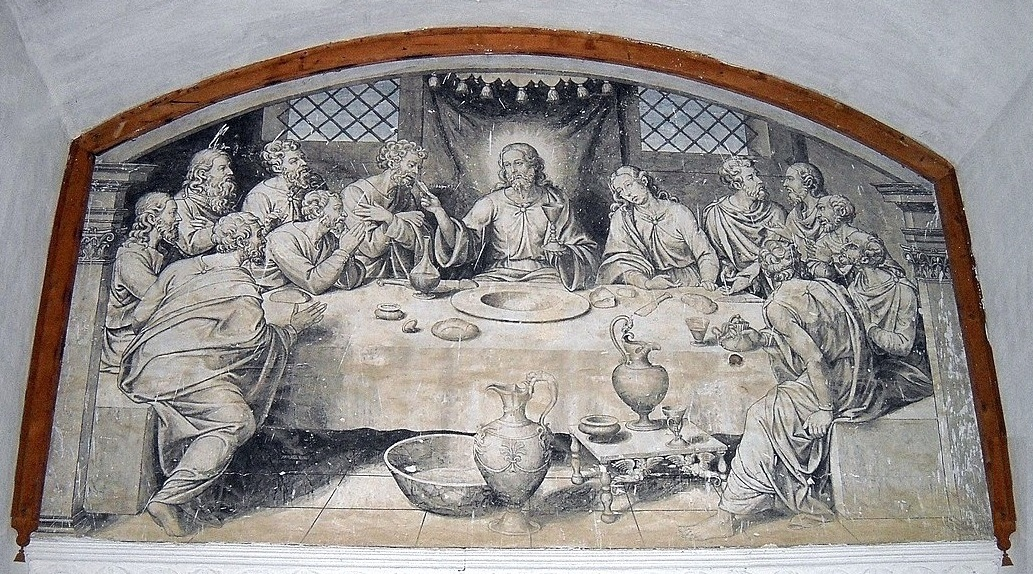
Das Letzte Abendmahl (Fresko im Refektorium des Klosters Sant Jeroni de Cotalba).

Nicolau Borràs Falcó OSH (1530–1610) (kastilisch Nicolás Borrás Falcó) war ein Maler der Spanischen Renaissance im Königreich Valencia.

## Biographie
Er wurde 1530 in Cocentaina (Königreich Valencia, heute Provinz Alicante) als Sohn von Jeroni Borràs und d’Úrsula Falcó geboren. Er gilt als einer der besten Maler Valencianischer Klostermalerei. In jungen Jahren besuchte er Valencia um bei Vicente Juan Macip zu lernen und wurde einer seiner herausragendsten Schüler. Borràs’ Werke ähneln denen von Macip und wurden durchaus für seine gehalten. Bei seiner Entsendung in das Hieronymiten-Kloster Saint Jeromi de Cotalba, in Gandia gefiel es ihm dort so sehr, dass er um Mitgliedschaft anstatt seiner Bezahlung bat.
Die Mönche der Hieronymiten von Cotalba riefen ihn das größere Altargemälde der Kirche zu malen. Dies führte zu seiner Mitgliedschaft im Orden. Das Altergemälde bestand aus 14 Teilen um die Skulptur des Heiligen Hieronymus herum. Zusätzlich schuf er weitere Altarbilder für die Kapellen der Kirche und des Kapitelhauses sowie weitere Gemälde für das Kloster und vier für die Stationen des unteren Kreuzgangs. Das einzige im Kloster verbliebene Werk ist allerdings Das Letzte Abendmahl als Fresko in der heutigen Ölmühle, früher Esszimmer des Klosters.
Er erhielt die Ordenstracht 1575 und legte sein Gelübte im folgenden Jahr ab. Drei Jahre später verbrachte er Zeit bei den Kapuzinern am Franziskanerkloster San Juan de Ribera, bei Valencia. Nach seiner Rückkehr verbrachte er der Rest seines Lebens am Kloster Saint Jeroni de Cotalba und hinterließ allein zwölf Gemälde in der Kirche und gab eigenes Geld für Bildhauer und Handwerker zur Verschönerung des Klosters.
Borràs arbeitete viel für kirchliche Einrichtungen unter anderem in Valencia und Madrid. Seine Gemälde hingen in der Kathedrale von Valencia und im Hieronymitenkloster San Miguel de los Reyes („Christus an der Säule“ und „Die Heilige Jungfrau“). Weitere hingen in Kirchen in Gandia, Aldaya und Ontinyent. Das Museu de Belles Arts de València beherbergt etwa 50 Gemälde von Borràs hauptsächlich aus Gandia und San Miguel. Auf einen der Bilder (Der Erzengel Michael treibt Seelen in Fegefeuer und Hölle) soll sich Borràs selbst kniend als Mönch in weißer Robe abgebildet haben.
Er starb im Alter von etwa 80 Jahren im Koster Saint Jeroni de Cotalba bei Gandia.